# الشغور الرئاسي في لبنان 2014–2016
الشغور السياسي في لبنان 2014 - 2016 ، هو فراغ رئاسي لمدة سنتين ونصف بدأت من نهاية ولاية الرئيس ميشيل سليمان حتى تسلم الرئيس ميشيل عون الحكم في لبنان، و كان يقوم بأمور رئاسة الجمهورية الحكومة اللبنانية المؤقتة بقيادة تمام سلام، وتعود الأسباب في الغالب إلى حساسية منصب رئاسة لبنان بسبب وجود 18 طائفة فيه. 
جرت في لبنان انتخابات رئاسية غير مباشرة بين 23 نيسان (أبريل) 2014 و31 تشرين الأول (أكتوبر) 2016، لاختيار خلف للرئيس ميشال سليمان. لم يتمكّن أيّ مرشح من نيل أغلبية الثلثين المطلوبة في الدورة الأولى، فيما فشلت الدورات التالية بسبب غياب النصاب القانوني لانعقاد الجلسات.
وفي الجلسة السادسة والأربعين التي عُقدت بتاريخ 31 تشرين الأول 2016، انتُخب النائب ميشال عون رئيسًا للجمهورية في الدورة الثانية من التصويت، بعد حصوله على 83 صوتًا من أصل 127 نائبًا حضروا الجلسة. وكان عون قد تولّى في السابق منصب رئيس الحكومة العسكرية الانتقالية في نهاية الحرب الأهلية، وشغل لاحقًا موقع زعيم أحد الأطراف المتنازعة خلال تلك المرحلة.
تسلّم ميشال عون منصبه في اليوم ذاته، ليُصبح الرئيس الثالث عشر للبنان منذ إعلان الاستقلال عام 1943.

## خلفية الأحداث
قبل تشكيل حكومة تمام سلام، كانت الأولوية السياسية الرئيسية تتمثل في إجراء الانتخابات الرئاسية، والتي كان من المقرّر أن تسبق الانتخابات النيابية وإقرار قانون انتخابي جديد. وجاء هذا الترتيب في سياق الجمود السياسي الحاد بين تحالف 14 آذار وتحالف 8 آذار. وكان رئيس الحكومة الأسبق ورئيس كتلة المستقبل النيابية، فؤاد السنيورة، قد بادر إلى فتح باب النقاش حول الاستحقاق الرئاسي قبل تشكيل الحكومة.
وفي سياق الاضطراب السياسي القائم آنذاك، صرّح رئيس مجلس النواب نبيه بري بالقول:
«لكي نطمئن جماعة 14 آذار إلى حسن نوايانا، لا مانع لدينا من إجراء الانتخابات الرئاسية منذ الآن، وعندها لن تكون هناك مشكلة في تشكيل حكومة جديدة».
وبحسب اتفاق الطائف الذي يُنظّم نظام المحاصصة الطائفية في لبنان، فإن رئاسة الجمهورية يجب أن تكون من نصيب الطائفة المارونية، وكان يتولاها حينها ميشال سليمان (مستقل). أما رئاسة الحكومة فمخصّصة للسنة، وكان يتولاها حينها تمام سلام (مستقل أيضًا). في حين يتولّى الشيعة رئاسة مجلس النواب، وكان يشغل المنصب نبيه بري عن حركة أمل المنضوية في تحالف 8 آذار. كما أن منصب نائب رئيس مجلس النواب ونائب رئيس الحكومة مخصّصان لأفراد من الطائفة الأرثوذكسية اليونانية.

## المرشّحون
شملت قائمة المرشحين المحتملين لرئاسة الجمهورية: ميشال عون، وسليمان فرنجية (الابن)، وسمير جعجع، وجان عبيد، ورياض سلامة، وجان قهوجي، وبطرس حرب، وروبرت غانم، وهنري حلو، وزياد بارود. وكان يُتوقَّع أن يكون للبطريرك الماروني بشارة الراعي دورٌ مؤثر في مسار القرار الرئاسي.
كما أُشير إلى أن نادين موسى قد تكون مرشحة محتملة، ما يجعلها أول امرأة يُطرح اسمها لهذا المنصب. من جهته، دعا وليد جنبلاط إلى عودة سعد الحريري، الذي كان في منفى اختياري آنذاك، لـ"ترؤس حكومة جامعة بهدف تجنّب المزيد من التوترات والأزمات".
أما سمير جعجع، فأكد أنه سيبقى في السباق "حتى النهاية"، مشددًا على أن مصلحة البلاد تقتضي وجود دولة قوية ورئيس قوي.

## العملية الانتخابية
شكّل رئيس مجلس النواب نبيه بري لجنة برلمانية أُنيط بها رفع نتائج مناقشاتها إليه، وتضمّنت تلك النتائج إشارات إلى نية النواب المنضوين في كل من فريقي 8 و14 آذار حضور جلسة انتخاب الرئيس، مع تأكيد غياب أي نية لدى أي طرف لتعديل الدستور، وأن الانتخابات يجب أن تُجرى في موعدها المحدد. كما سلّطت اللجنة الضوء على دور البطريرك الراعي في الإشادة بمساعي بري لتوفير مناخ مناسب لعقد الانتخابات.